# 莫加多爾號驅逐艦
莫加多爾號驅逐艦（法語：Mogador，舷號：X61），所屬法國與維琪海軍，是法国海军在1930年代設計並建造的2艘莫加多爾級驅逐艦之一，按建造工程编号为1号舰。其於1934年12月28日鋪設龍骨，並於1939年4月8日下水。

## 服役歷程

### 巡邏與護航
随后在1939年9月波蘭戰役爆发时，莫加多爾號及其姊妹艦沃爾特號號組成了第6驅逐艦隊 (6e Division de contre-torpilleurs) ，並與空想級等艦艇一樣，被上級指派到駐紮在布雷斯特的突袭舰队。該艦隊的目的是狩猎納粹的破交艦隊及突围舰，並護送可能受到威脅的船隊。 1939年10月21日至 30 日，跟隨突襲部隊護送KJ.4護航隊，以預防其遭受藏在北大西洋的德國號裝甲艦突襲。 11月21日，格奈森瑙號和沙恩霍斯特號也進入了北大西洋，迫使突襲部隊再度起航，並與英國戰列巡洋艦胡德號會合，並在冰島南部海域巡邏，結果一無所獲；因為德艦趁著視野不佳的天氣溜走了。
1940年1月至3月間，莫加多爾號在洛里昂進行了改裝，並進行了一些細微的改動。像是實現在一年前的海試中，就規劃的炮裝補強；具體內容是；砲塔後部的帆布蓋被捲簾門取代，並安裝了新的無線電。除此之外，在防空炮安裝回了炮盾、探照燈安裝防護玻璃。後來，在同年6月，安裝了SS-6型 聲納，但可能是因為當初主要是作為水面戰，而非反潛作戰艦艇的關係，聲納的表現不太理想。隨後，在當月22日，法國投降，並因為所在位置的關係，變成維琪法國的艦艇。

### 重創與修復

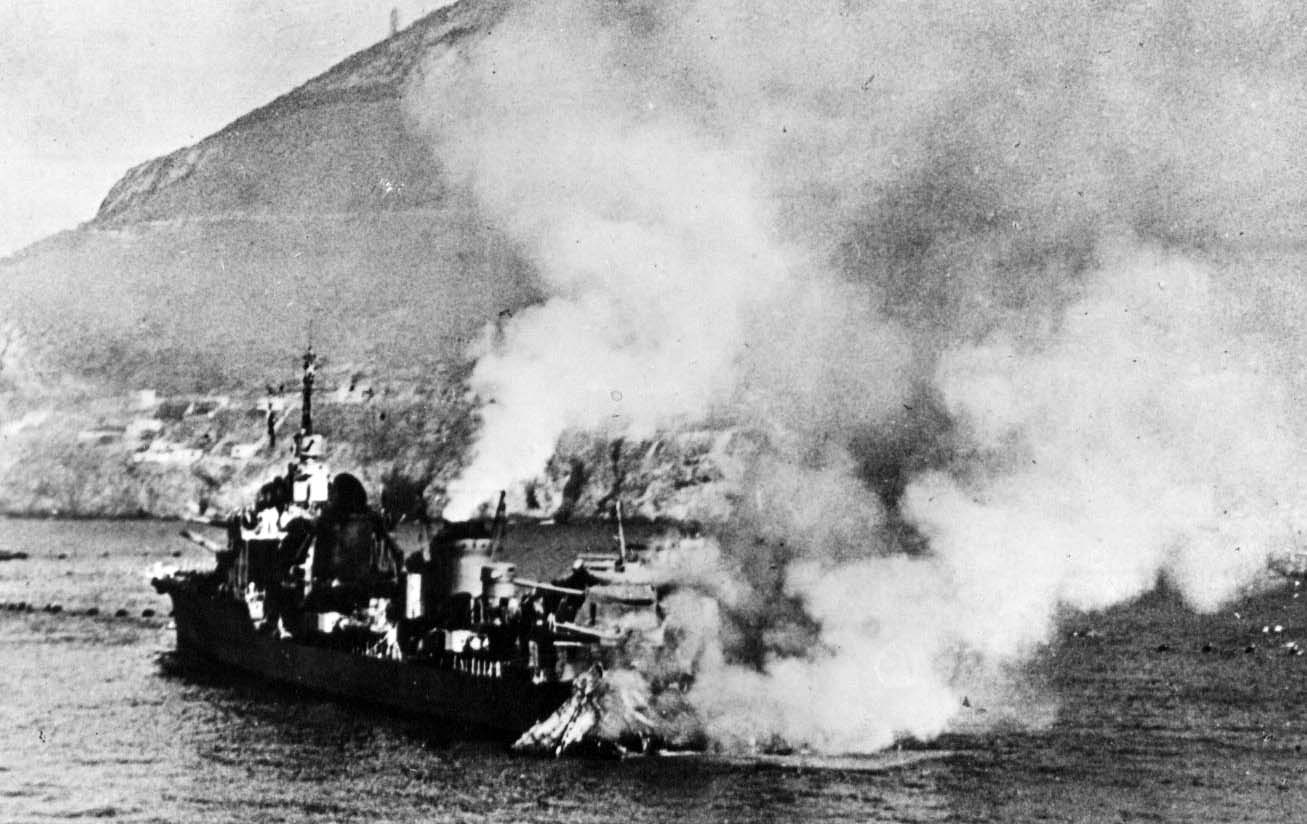
剛遭受英軍襲擊的莫加多爾號

1940年7月3日，英国袭击凯比尔港时，莫加多尔号也是待在港中的船隻之一。在此次事件中，一枚口徑381毫米的穿甲弹击中她的船後段，导致後半艦體严重受损。这枚穿甲弹摧毀了船体上部，但由於不是高爆彈的關係，所以並未成功引起火災，或是使船尾的深水炸彈爆炸，更別提安然無事的后部弹药库了。雖然這發砲彈沒有衍生重大問題，但是它從導致左舷螺旋槳軸受損，右舷螺旋槳的一個葉片碎裂，並致使有38名位於船尾的水手陣亡。
同年7月17日，莫加多爾號移至瓦赫蘭的旱塢整修，進行臨時修復。為了修復船尾，她的4號砲塔被拆除，使得後艙壁可以修復和加固，使其適合航行。完工後，12月1日，她再度啟航，前往土倫進行整體修復。對於修復計畫，法國根據戰時經驗，決定加強其防空武備。3号炮塔被移至原4号砲台位置，將其火藥庫轉为额外的燃料储存。至於防空炮的部分，在后甲板室顶部安装一个全新的双联裝1933年型防空炮；后甲板室的两侧也沒閒著，預計再安装两座單門炮座，並且還會有個四聯裝炮座将取代舰桥前方的哈奇開斯M1929重機槍。同時，双联裝炮預定區域的两侧，再各安装一挺 13.2 毫米勃朗宁机枪。
后来，该计划进行了修改，增加了一条消磁电缆，並增加了六門新型25毫米防空炮，以及再增加兩門的13.2毫米白朗寧機槍，安裝在中央甲板室前方。最後，淘汰了SS-6 声纳，改成仿製的英国ASDIC聲納。

### 打撈與沉沒
雖然計劃都預定好了，然而由于材料短缺，她的修復工程进展缓慢。1942年2月底，这艘船被濱海拉塞訥的新地中海造船公司接收修整。10月，船廠推估这艘船要到1943年7月才能完工。1942年11月27日，以防止被德国人俘获，參與了土倫自沉，這下子修復工程變胎死腹中了。1943年4月5日，意大利将这艘船打捞上来，但没有修复。由於沒有被修復的關係，使得其相當脆弱，所以當1944年底盟军轟炸時，她便再度沉沒了。最後，1949年，法國對其進行最後的打撈，并進行报废，結束她在泡在水下長達6至7年的日子。

## 資料來源
1. ↑  Rohwer，第7、9頁.
2. ↑  John，第55-57頁.
3. 1 2  John，第60頁.
4. ↑  O，第19頁.
5. ↑  John，第56-57頁.
6. 1 2  John，第58頁.
7. ↑  W，第45頁.
8. ↑  JM，第348頁.

## 外部連結
- Plans de bateaux: MOGADOR 1937—莫加多爾號的圖紙與照片
- Mogador-class at uboat.net